# Śródborze (województwo świętokrzyskie)
Śródborze – wieś w Polsce położona w województwie świętokrzyskim, w powiecie opatowskim, w gminie Ożarów.
| SIMC    | Nazwa                | Rodzaj     |
| ------- | -------------------- | ---------- |
| 0802870 | Klin Mierzanowski    | część wsi  |
| 0802886 | Korycizna            | przysiółek |
| 1018396 | Śródborze Miłkowskie | część wsi  |

W latach 1975–1998 miejscowość położona była w województwie tarnobrzeskim.